# Urningirsu
Ur-Ningirsu (en sumerio : 𒌨𒀭𒎏𒄈𒍪, Ur-D-nin-gir-su ) fue ensi (o gobernador, "artífice del dios") de la segunda dinastía de Lagash en Sumer y reinó hacia los años 2121 a. C. - 2118 a. C. Era hijo y sucesor de Gudea.
Aunque hay poca información sobre él, se conocen los nombres de algunos de sus años de reinado, algunos oráculos y referencias de construcciones (probablemente simples reformas) de templos entre los que el más sobresaliente es el de Eninnu. También se conservan algunas estatuas. Gobernó unos cuatro años durante los cuales continuó la política de prosperidad y pacifismo de Gudea, reforzada cuando Utukhengal de Uruk expulsó a los gutis. 
Estuvo bajo la dependencia o al menos bajo la influencia de Uruk. En su reinado vivía el médico y cirujano Urlugaledina, del que se ha conservado el sello personal, que muestra dos cuchillos rodeados de plantas medicinales y se encuentra en el Museo del Louvre.
Le sucedió su hijo Pirigmo.